# Mordechaj Kaplan
Mordechaj Menachem Kaplan (11. června, 1881, Švenčionys – 8. listopadu 1983, New York) byl židovský filosof, reformátor judaismu, hlavní zakladatel rekonstrukčního judaismu.

## Život a činnost
Narodil se v litevském městě Švenčionys (polsky Święciany). V roce 1889 s rodiči emigroval do Spojených států.
Zpočátku se zapojoval do ortodoxního proudu judaismu, ale postupem času se jeho názory vyvíjely směrem k heterodoxii.
V roce 1902 absolvoval Židovský teologický seminář (související s konzervativním judaismem) a stal se rabínem. O sedm let později začal v tomto semináři působit jako děkan. Přednášel o homiletice (umění kázání), midraši a filosofii náboženství.
V letech 1917–1922 byl spoluzakladatelem Judaistického centra, kde působil také jako rabín. Jeho kniha Judaismus jako civilizace z roku 1934 se stala manifestem rekonstrukčního judaismu.
Prosazoval liberalismus ve věcech víry, rovnost žen v každodenním životě i liturgii, konvenčnost ideje Boha a podporu role diaspory (byl odpůrcem radikálního sionismu).
V 60. letech byl konzervativci exkomunikován, v roce 1968 opustil konzervativní judaismus a vytvořil vlastní směr zvaný rekonstrukcionismus.